# Radio Internazionale di Serbia
La Radio Internazionale di Serbia (in serbo Међународни радио Србија?) è stata un servizio radiofonico per l'estero della Repubblica di Serbia.
La stazione fu fondata l'8 marzo 1936.
La Radio Internazionale di Serbia era l'unica stazione radio serba che preparava programmi appositamente per l'estero. Nella stagione radiofonica internazionale A–2015 le trasmissioni si effettuavano in tredici lingue: italiano, inglese, francese, tedesco, russo, spagnolo, arabo, albanese, greco, bulgaro, ungherese, cinese e serbo.
Sempre nella stagione A–2015, il programma in italiano andava in onda dalle 19,30 alle 20,00 italiana sulla frequenza di 6100 kHz e rimaneva disponibile on demand per 24 ore (fino alla nuova edizione) sul sito Internet dell'emittente.

## La chiusura
La decisione di chiudere la stazione fu presa nell'estate del 2015 dal Governo serbo, unico finanziatore, per ragioni economiche. Furono proposte varie soluzioni al termine delle trasmissioni, fra cui l'unione della stazione con la Radio-Televizija Srbije e l'ammissione come parte del Ministero degli esteri. Tuttavia, solo la prima possibilità fu vagliata e poi scartata.
Nella redazione arrivavano alcune migliaia di lettere all'anno, da tutte le parti del mondo. Nel 2015, per la realizzazione dei programmi erano impegnati novantasei dipendenti.